# The Forgotten (2004)
The Forgotten is een Amerikaanse bovennatuurlijke thriller uit 2004, geregisseerd door Joseph Ruben. Het script is van Gerald Di Pego, hoewel Zak Penn (X-Men 1 en 2) aanpassingen aanbracht.
De film is geproduceerd door Revolution Studios en gedistribueerd door Sony Pictures. Enkel in de bioscopen in de Verenigde Staten werd de film gedistribueerd door Columbia Pictures.
The Forgotten werd genomineerd voor onder meer een Taurus World Stunt Award voor een achterwaartse val van een gebouw, een Golden Trailer Award voor beste thriller en Saturn Awards voor beste sciencefictionfilm en beste actrice (Julianne Moore).

## Verhaal
Telly Paretta verwerkt de dood van haar 9-jarige zoontje Sam, dat veertien maanden geleden omkwam bij een vliegtuigongeluk. De personen in haar omgeving, waaronder haar man, denken dat ze gestoord is, ze zou namelijk nooit een zoontje hebben gehad. Ze bezoekt sinds kort een psychiater, Dr. Jack Munce, maar ook hij heeft moeite haar te helpen. Telly komt in contact met een vader van een meisje dat ook omkwam bij het ongeluk, Ash Correll, maar ook de vader kan zich zijn dochter niet meer herinneren, tot het hem ineens te binnen schiet. Telly en Ash besluiten samen op zoek te gaan naar de oplossing van het mysterie en hopen hun kinderen nog ergens te vinden, terwijl overheidsinstanties achter hen aan zitten. Telly en Ash komen er via een NSA-agent achter dat de verdwijning van hun kinderen het resultaat is van een experiment. Voordat de agent hen meer kan vertellen wordt hij door een onbekende kracht de lucht ingezogen.
In hun wanhoop besluiten ze af te reizen naar het kantoor van de luchtvaartmaatschappij die hun kinderen vervoerde. De maatschappij blijkt failliet te zijn. Telly doet zich voor als persoonlijk assistent van directeur Mr. Shineer en weet zo zijn adres te bemachtigen. Het huis lijkt leeg te zijn en Telly en Ash besluiten er de nacht door te brengen. De volgende dag komen detective Anne Pope en Telly's psychiater aan bij het huis. Daar komen ze een vreemde man tegen die niet reageert op het verzoek te blijven stilstaan. Pope schiet op de man maar hij loopt gewoon door en de wonden genezen zich. Pope gelooft nu Telly, en wanneer ze haar dat wil vertellen wordt ook zij de lucht ingezogen. Telly en Ash keren terug naar zijn huis, maar wanneer ze slapen dringt de vreemde man die ze al eerder tegenkwamen bij het huis het huis van Ash binnen. Ash en de man vallen uit het raam en Ash wordt de lucht ingezogen.
De psychiater van Telly probeert haar over te halen naar de politie te gaan, maar in plaats daarvan gaat ze samen met de psychiater opnieuw naar de vliegtuighangar. Daar komen ze de vreemde man opnieuw tegen, en de psychiater onthult daar dat hij wist van het onderzoek van de buitenaardse wezens, maar dat hij de man niet kan opdragen haar zoon terug te geven. De vreemde man laat zien dat het onderzoek gericht was op de band tussen ouder en kind. De man vertelt dat hij verantwoordelijk was voor het succesvol voltooien van het onderzoek; Telly zou haar zoon dus moeten zijn vergeten. Aangezien ze het niet vergeten is, is het onderzoek dus mislukt. De man verdwijnt plots en alles is weer normaal. Telly heeft haar zoon weer terug, en alleen zij kan zich dit alles nog herinneren.

## Rolverdeling
| Acteur                | Personage      |
| --------------------- | -------------- |
| Julianne Moore        | Telly Paretta  |
| Christopher Kovaleski | Sam            |
| Jessica Hecht         | Eliot          |
| Gary Sinise           | Dr. Jack Munce |
| Alfre Woodard         | Det. Anne Pope |
| Anthony Edwards       | Jim Paretta    |
| Dominic West          | Ash Correll    |
| Linus Roache          | Mr. Shineer    |
| Lee Tergesen          | Al Petalis     |

## Trivia
- Oorspronkelijk zou Nicole Kidman een rol in de film hebben.